# Aname kirrama
Aname kirrama är en spindelart som beskrevs av Raven 1984. Aname kirrama ingår i släktet Aname och familjen Nemesiidae.
Artens utbredningsområde är Queensland. Inga underarter finns listade i Catalogue of Life.